# جورني
جورني (بالفرنسية: Journy)‏ هي بلدية تقع في إقليم باد كاليه من منطقة نور با دو كاليه في شمال فرنسا. تبلغ مساحة هذه المدينة 3.35 (كم²)، وترتفع عن سطح البحر 144 م، يبلغ عدد سكانها 269 نسمة حسب إحصاء المعهد الوطني للإحصاء والدراسات الاقتصادية سنة 2009 م. وترأس Vincent Charlemagne البلدية خلال فترة (2008-2014).

## أعلام
- جان كلود بوولنجر